# Poet
En poet eller poetissa (mindre använt), från grekiskans poiētēs, är en person som (regelbundet) skriver poesi. En mera högtidlig benämning är skald. En person som skriver dålig poesi brukar pejorativt kallas versmakare eller versifikatör.
En sjungande poet i den forntida keltiska kulturen benämndes bard, ett ord vars betydelse kommit att utvidgas till att omfatta poeter i allmänhet.